# 센가쿠지
센가쿠지(일본어: 泉岳寺 せんがくじ[*])는 도쿄도 미나토구 타카나와2초메에 있는 조동종 사원이다. 세이쇼지・소센지와 함께 조동종 에도 3대 절 중 하나로 꼽힌다.

## 센가쿠지의 역사
게이초 17년 (1612년)에 도쿠가와 이에야스가 소토사쿠라다 (사쿠라다몬 근처)에 몬안 무네세키(門庵宗関)를 초대해 창건한 절이다. 간에이 18년 (1641년), 간에이 대화재로 소실되었으나, 도쿠가와 이에미츠의 명으로 모리, 아사노, 쿠츠키, 니와, 미즈노야 등의 5다이묘에 의해 현재의 타카나와 지역에 재건되었다.
아코 사건으로 유명한 아사노 나가노리와 아코 낭사가 묻힌 것으로 알려져 현재도 많은 참배객이 찾고 있다. 매년 4월 초순과 12월 14일에 기시사이를 개최한다. 또, 경내에는 아코 낭사와 관련된 물건을 소장하고 있는 아코 의사 기념관이 있다.
나가노리의 정실인 요젠인 (아구리), 나가노리의 친동생 아사노 나가히로 (아사노 대학), 나가히로 대대로 후손들의 묘도 센가쿠지에 있다.
의사의 습격 후, 당시 주지스님이 의사의 소지품을 팔아 수익을 올린 것에 대해 세간의 비판이 일자 황급히 이 물건을 다시 사러 나선 적이 있다. 그럼에도 불구하고, 대부분의 유품이 흩어져 21세기에 이르러서야 발견되는 도검이 속출하고 있다. 또, 호소카와 가문과의 환계 악화로 기진된 범종을 종루에서 제거하고, 나중에 절에서 방출했다.

## 센가쿠지 경내

### 기숙사(学寮)
경내에는 기숙사가 있어, 후에 키치죠지의 센단린 기숙사, 세이쇼지의 시시쿠츠 기숙사와 통합하여 코마자와 대학으로 발전하고, 지금도 스님은 경내 기숙사에서 공동생활을 하면서 대학을 다니고 있다. 

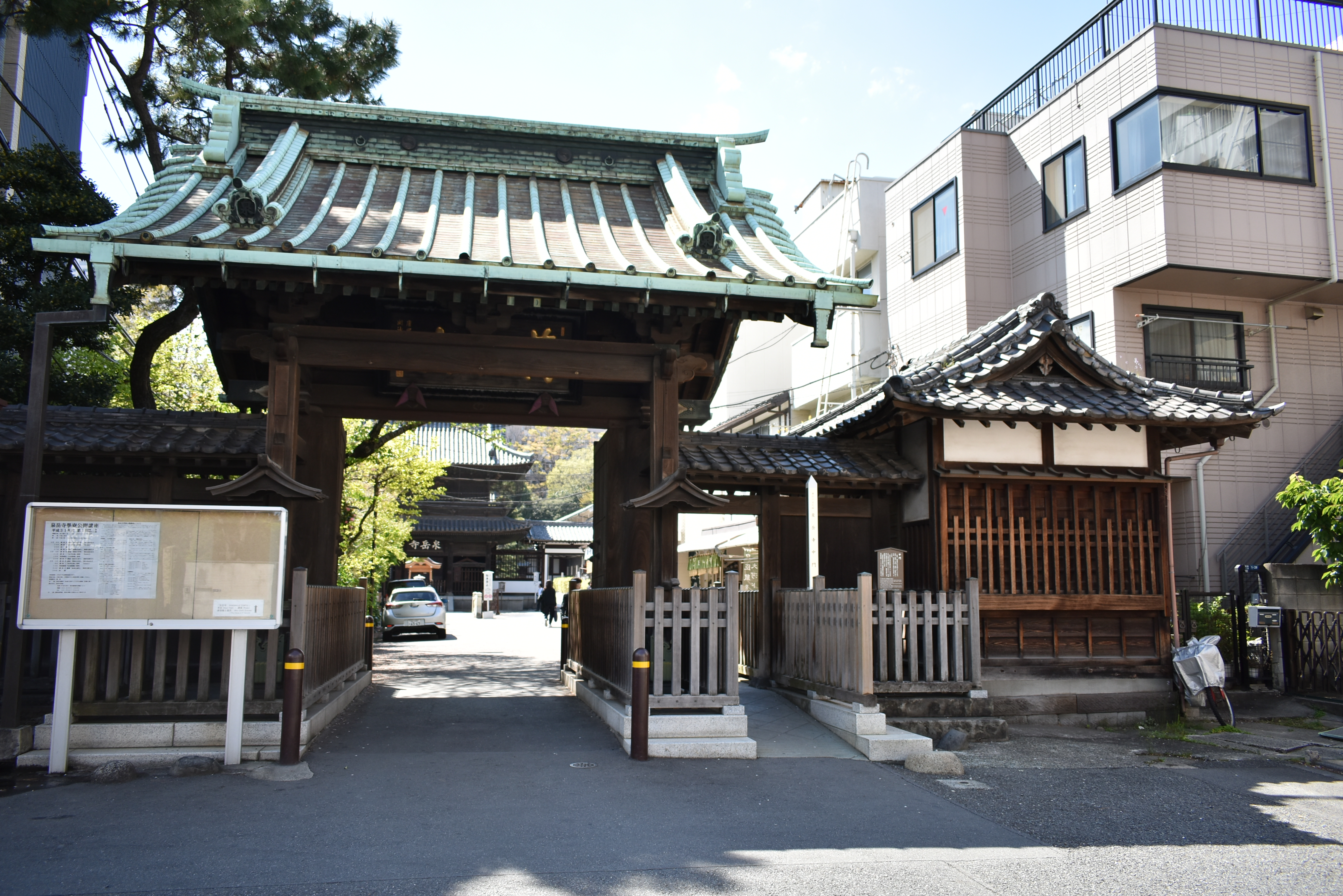
중문
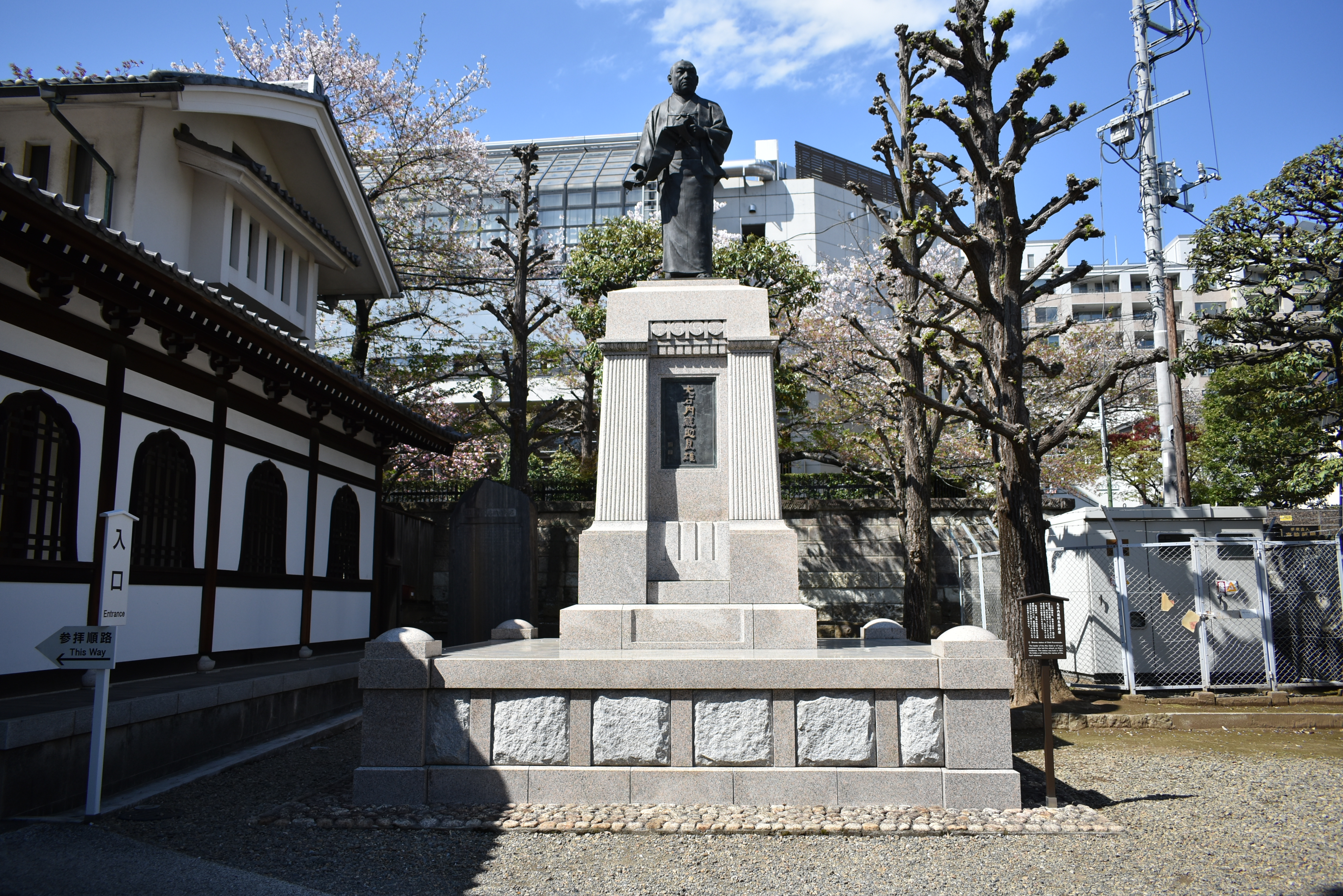
오오이시 쿠라노스케 요시타카 상
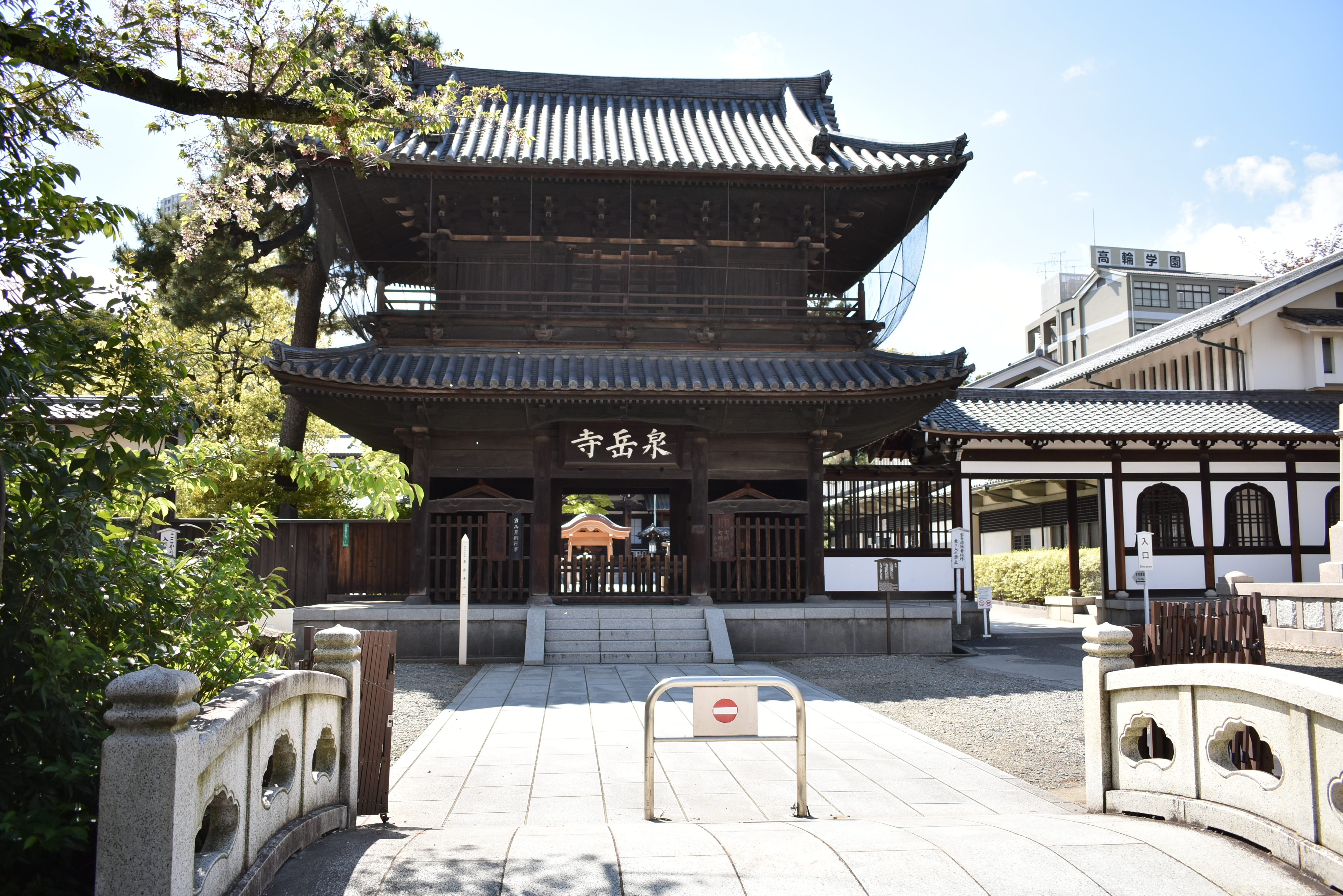
산문
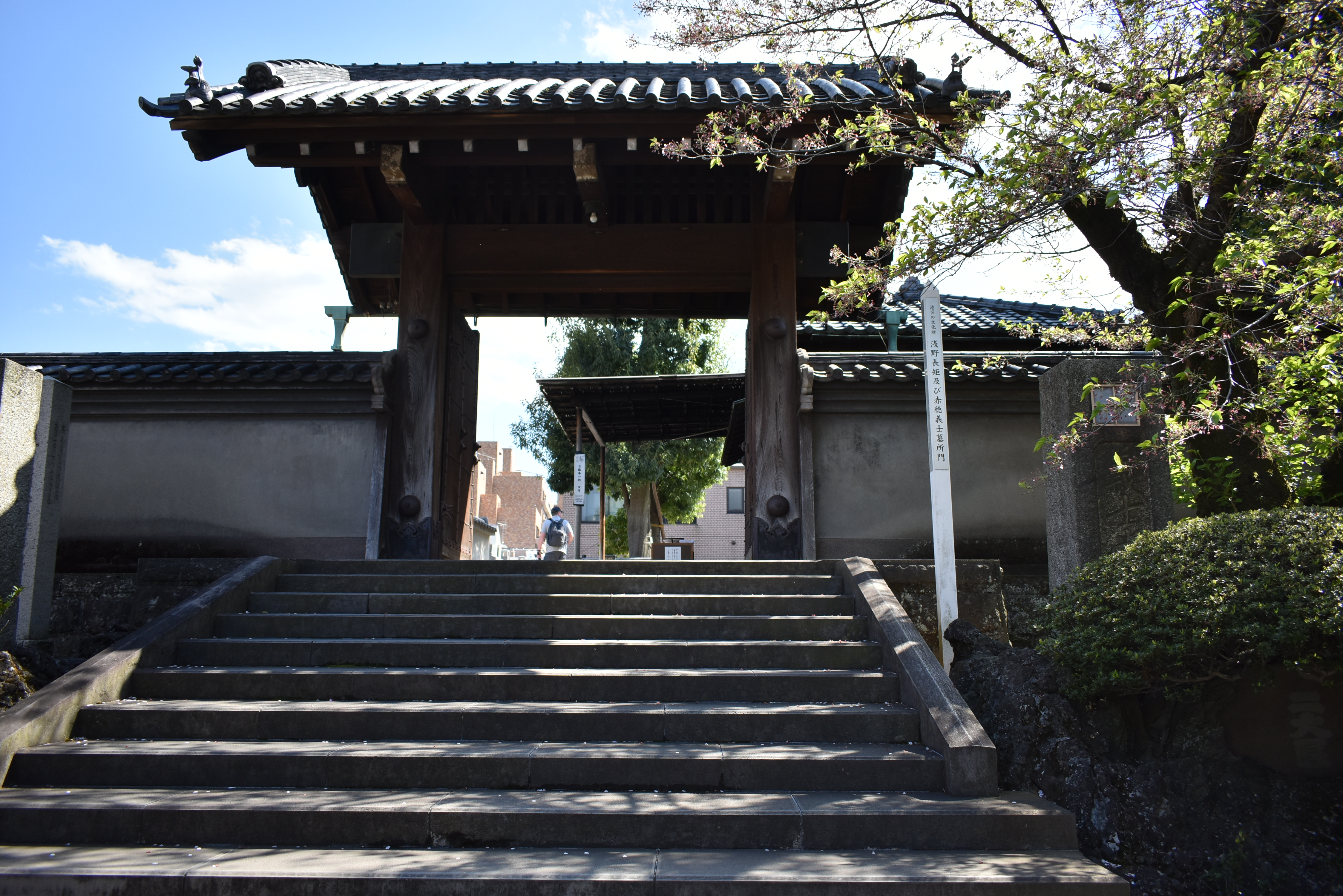
의사(義士) 묘 입구의 문
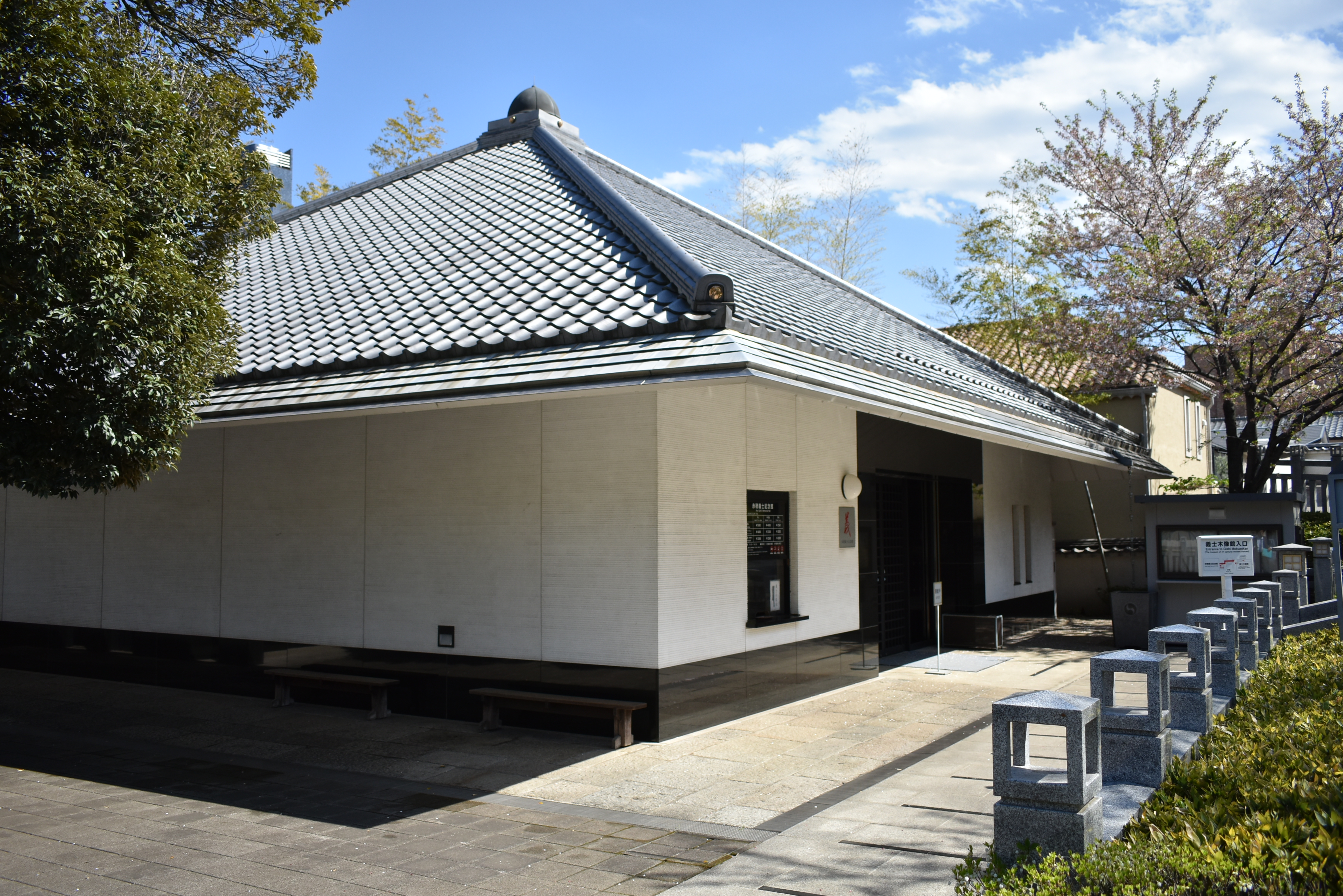
아코 낭사 기념관
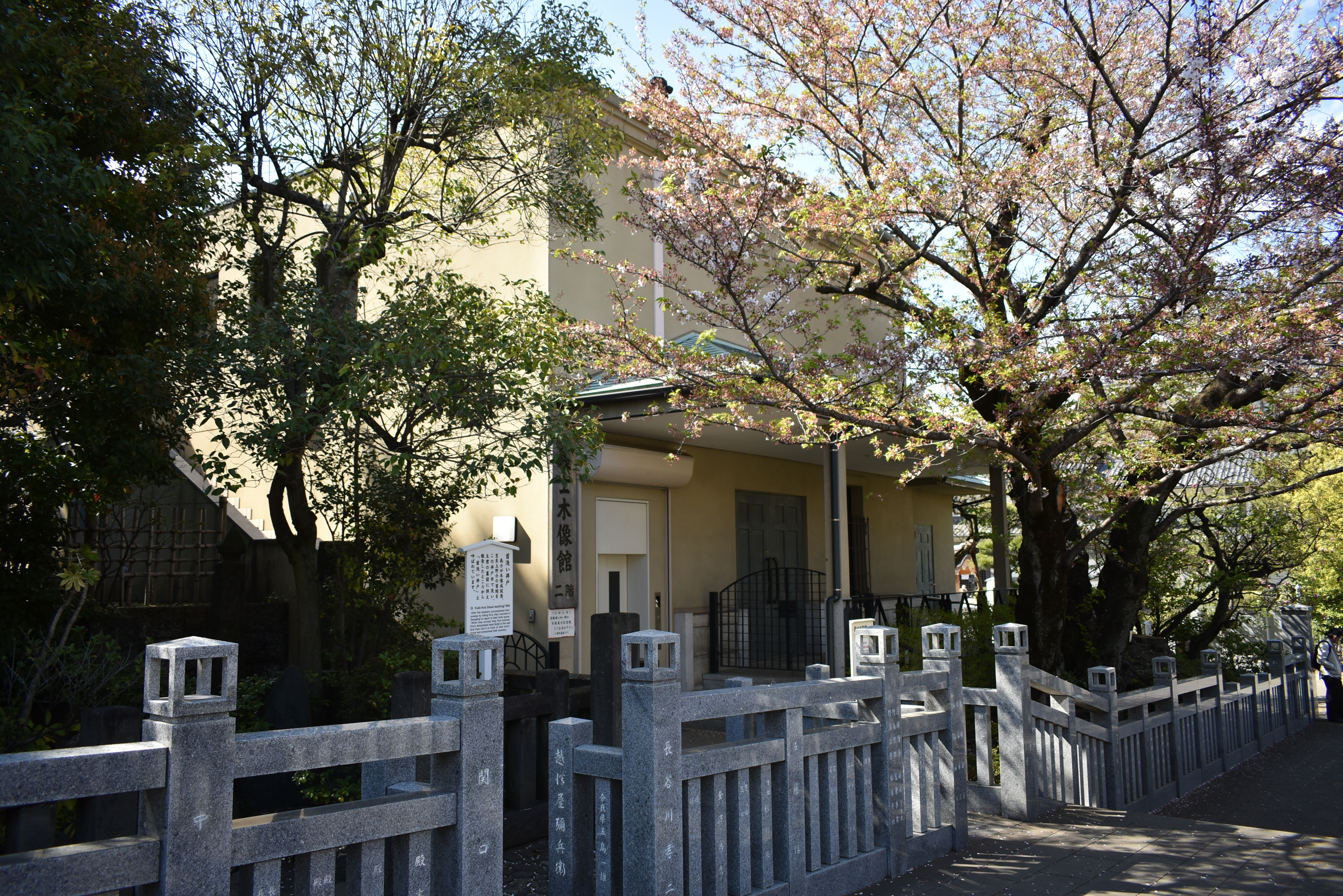
의사 목상 전시관
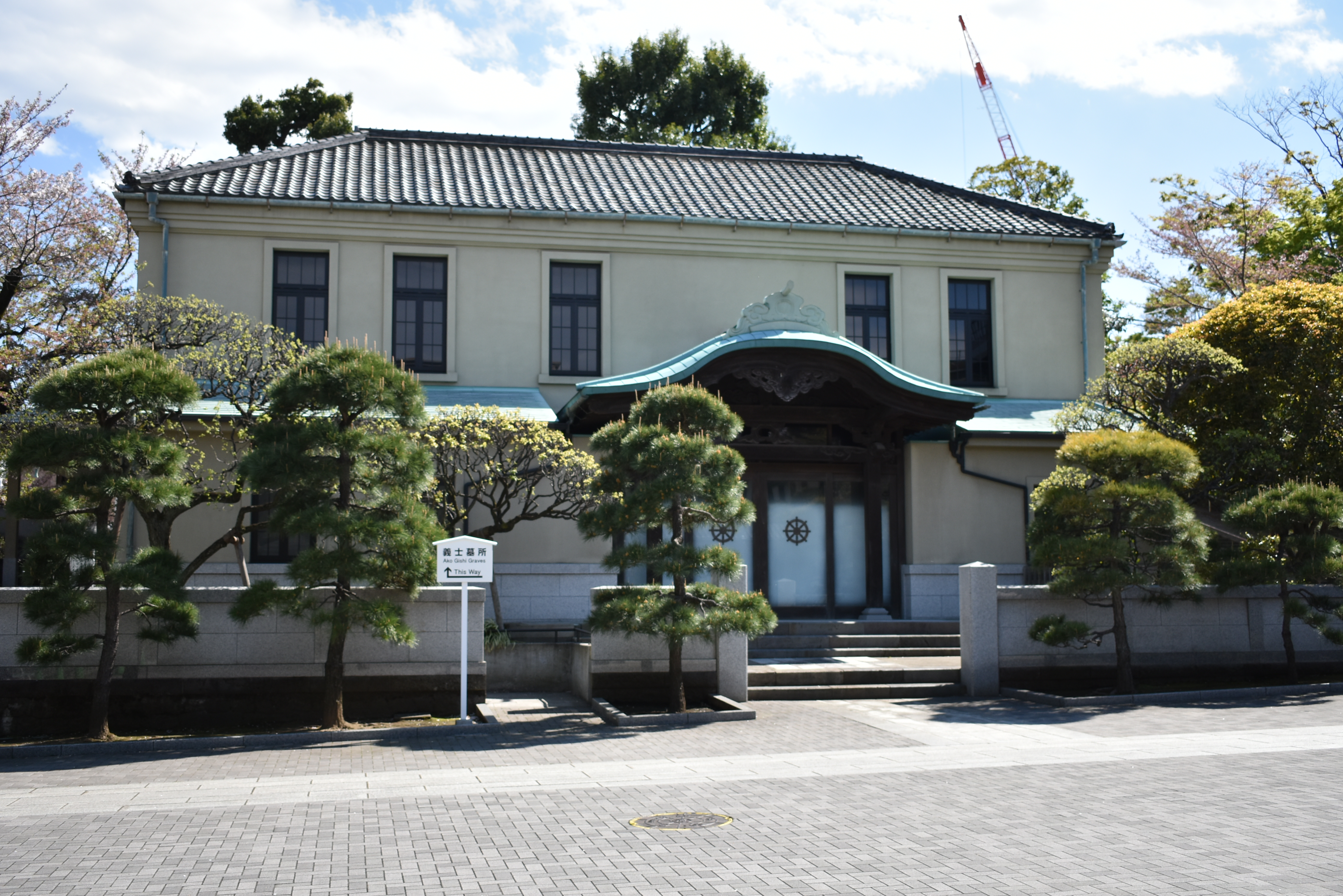
강당
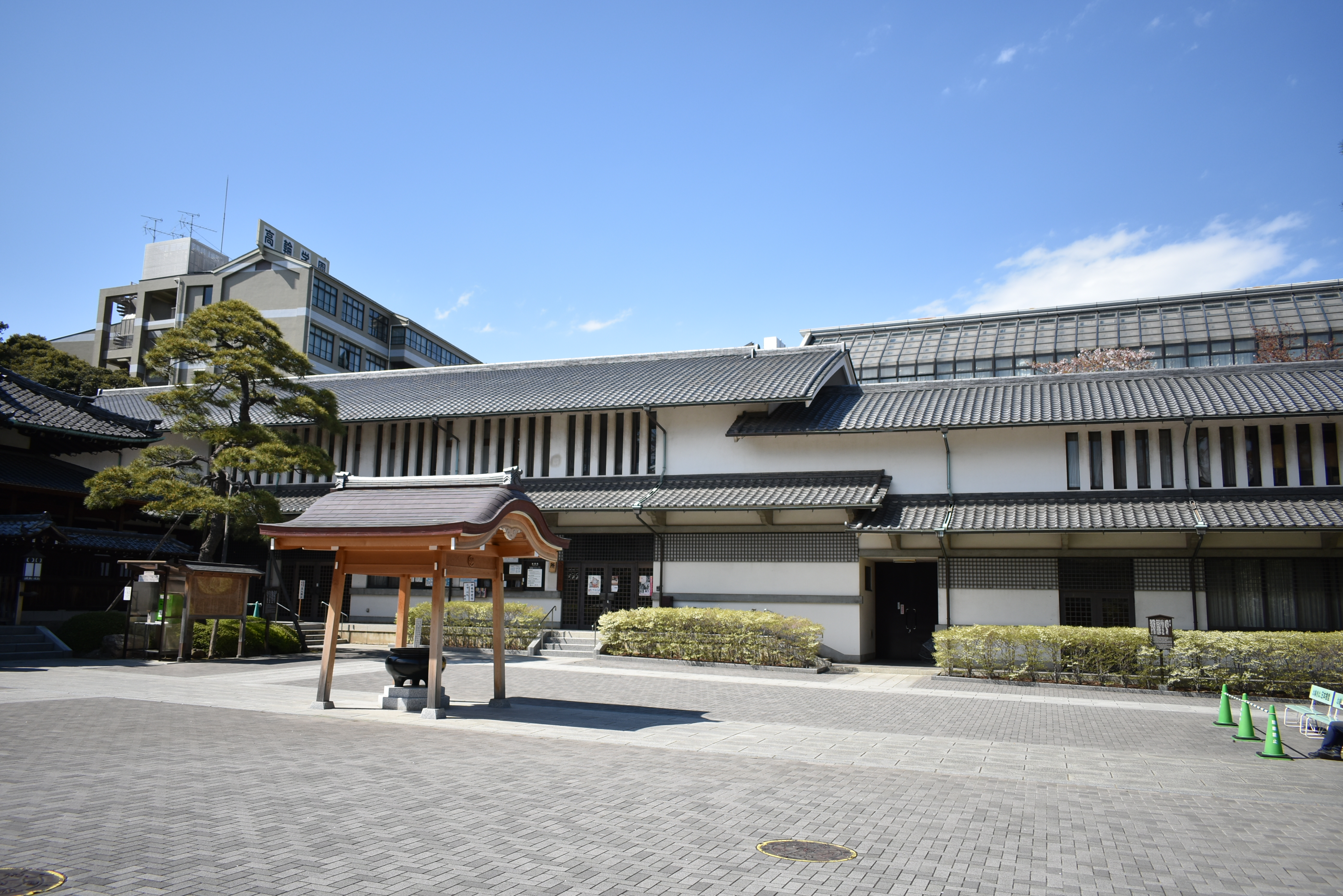
수장고 겸 스님 숙소
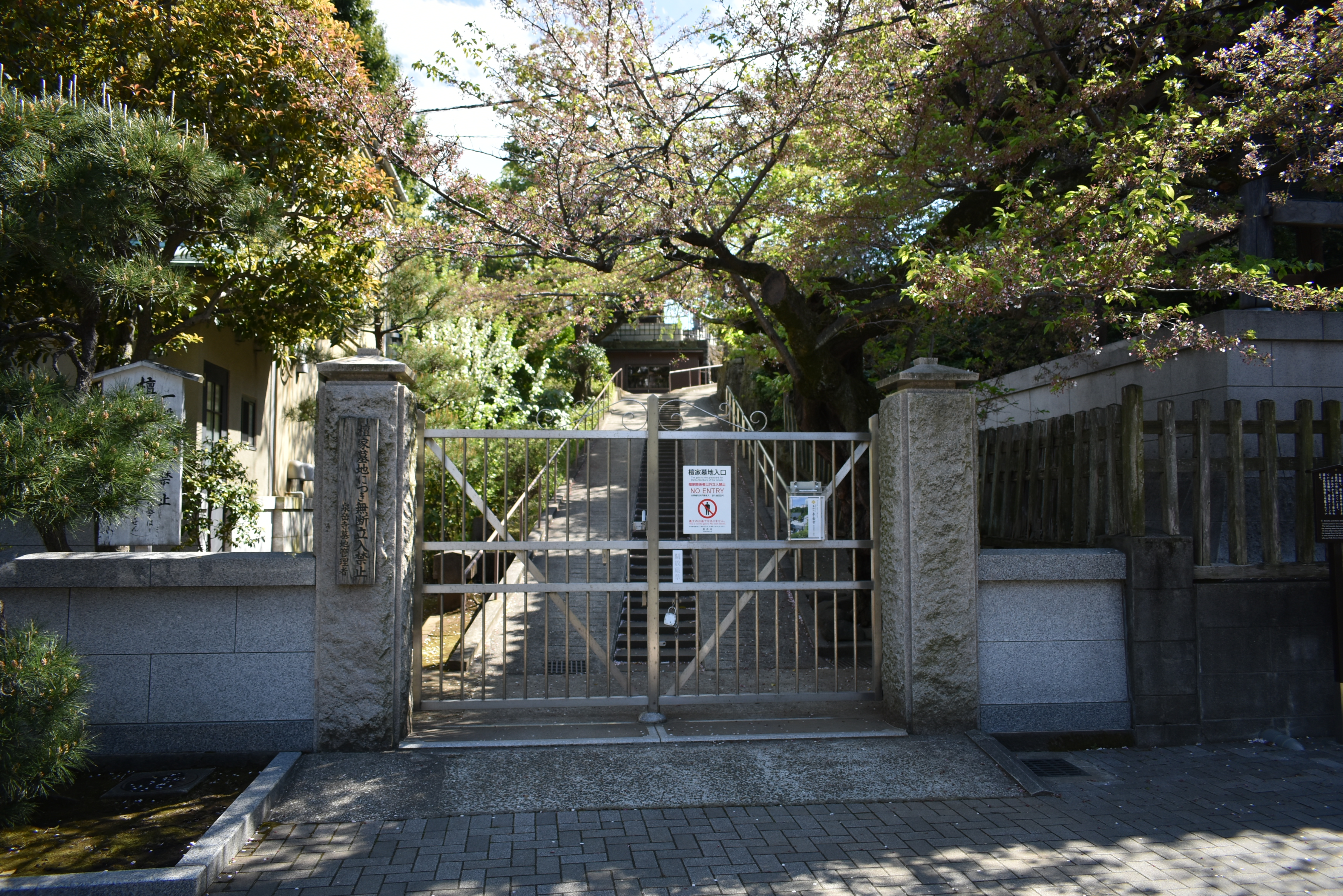
단가 묘지
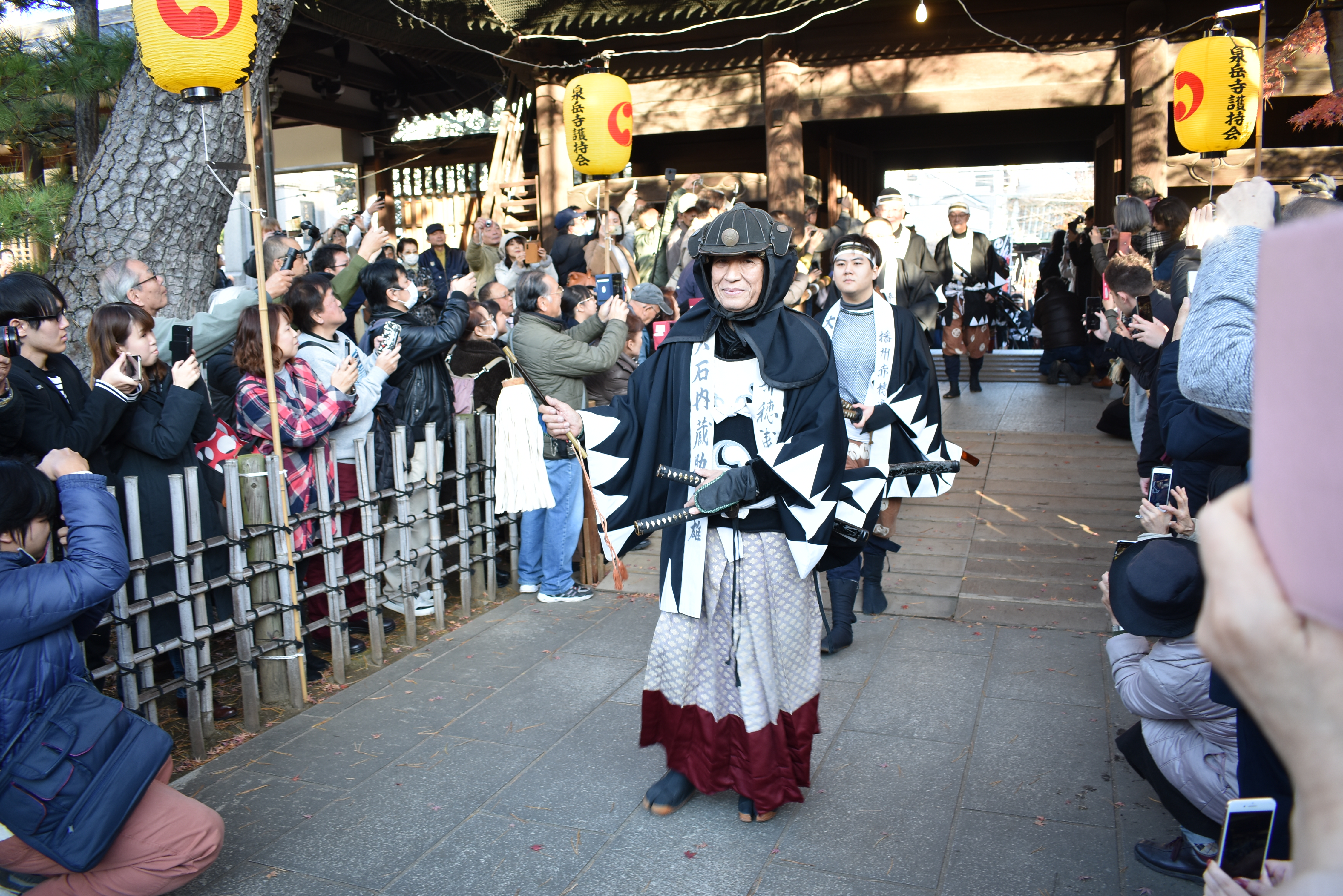
의사 제사의 모습

### 문화재

#### 사적 (국가 지정)
- 아사노 나가노리의 묘 및 아코 의사의 묘

겐로쿠 14년 3월 14일, 에도성 내에서 키라 요시히사 (코즈케노스케)에 대해 칼부림 사태에 이르러, 당일 할복하게 된 아코번주 아사노 나가노리 (타쿠미노카미)의 묘와 겐로쿠 15년 12월 14일, 에도 본소에서 키라 저택에 침임해 키라의 목을 쳐, 다음 해 2월 4일에 할복한 아코 낭사 (센가쿠지에서는 아코 의사)의 묘가 있다.
아코 낭사는 일반적으로 「47사」라고 불리지만, 센가쿠지의 아코 의사 묘지에는 공격 이전에 자살한 카야노 시게자네 (산페이) 공양묘를 포함해 48기의 묘탑이 있다. 48기 가운데, 카야노 산페이와 유해를 유족이 인수했기 때문에 센가쿠지에는 매장되지 않은 하자마 미츠카제 (신로쿠), 그리고 토벌에 참가한 낭사 중 유일하게 할복을 면한 테라사카 노부유키 (키치에몬)의 묘탑은 유체를 매장하지 않은 공양탑이다. 또한 테라사카 이외의 낭사의 계명의 첫글자가 모두 "인(刃)"이 쓰여있다.

#### 구(区)등록 사적
- 산문 (山門)
- 중문 (中門)
- 아사노 나가노리 및 아코 낭사 묘소 문 (浅野長矩及び赤穂浪士墓所門)

### 비석 등
- 아코47의사비 - 카메다 보사이의 글씨로, 1819년 (분세이 2년)에 건립. 현존하고 있는 비는 1910년 (메이지 43년)에 원래의 비석의 탁본을 기초로 재건된 것.
- 대반야경공양탑
- 열사희검비 - 하야시 카쿠료의 찬문을 1940년 (쇼와 15년)에 새겨 건립.
- 필공양지비(筆供養之碑)
- 의상 아마노야 리헤에 부도비
- 타카시마 카에몬묘비 - 타카시마역단 창시자의 비석
- 순난전사지비(殉難戦死之碑) - 세이난 전쟁 전사자의 추도비. 1878년 (메이지 11년)에 건립된 원래 비석이 붕괴했기 때문에, 1923년 (다이쇼 12년)에 재건됨.

등 다수 있음.

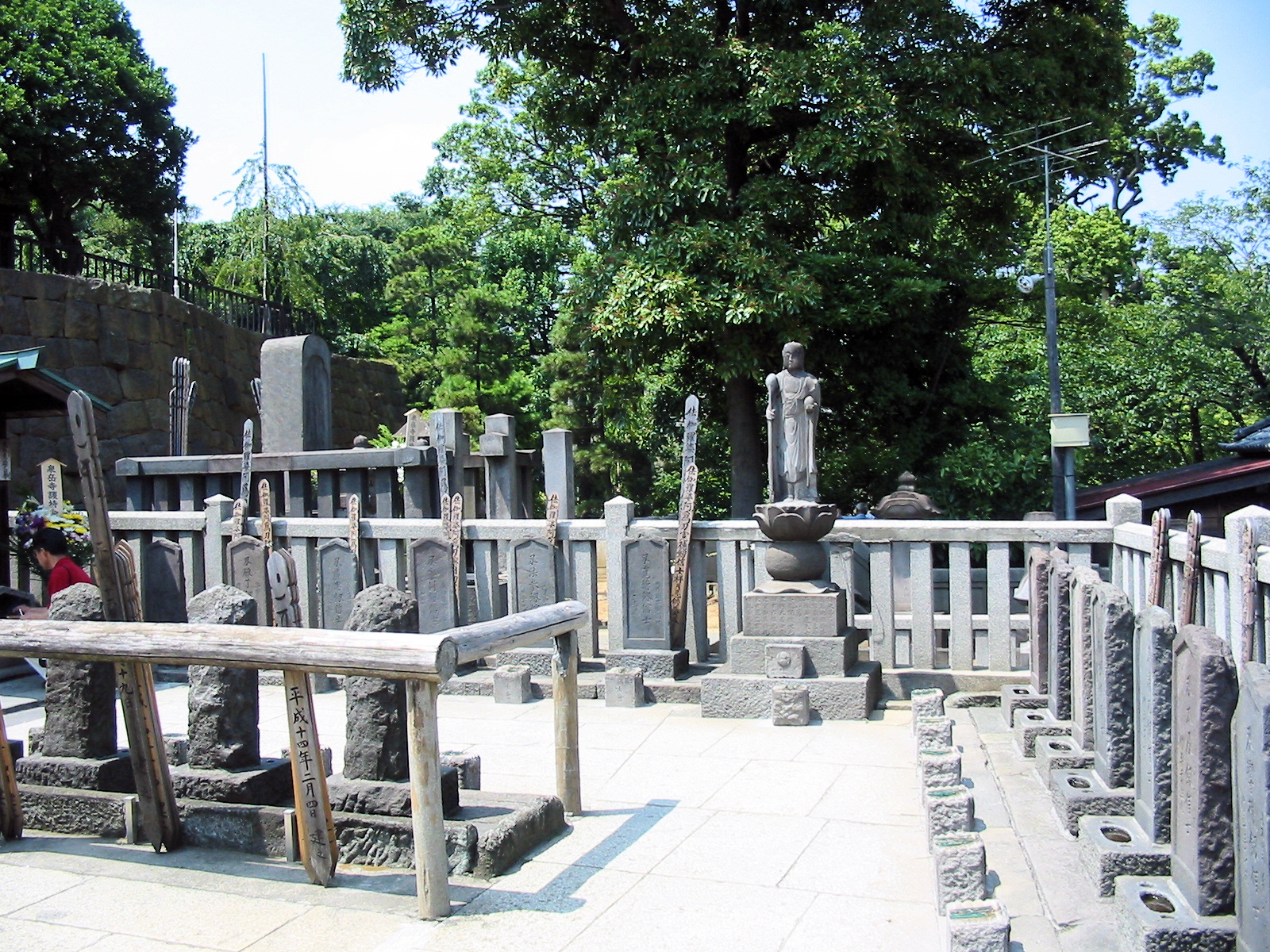
아코의사묘소
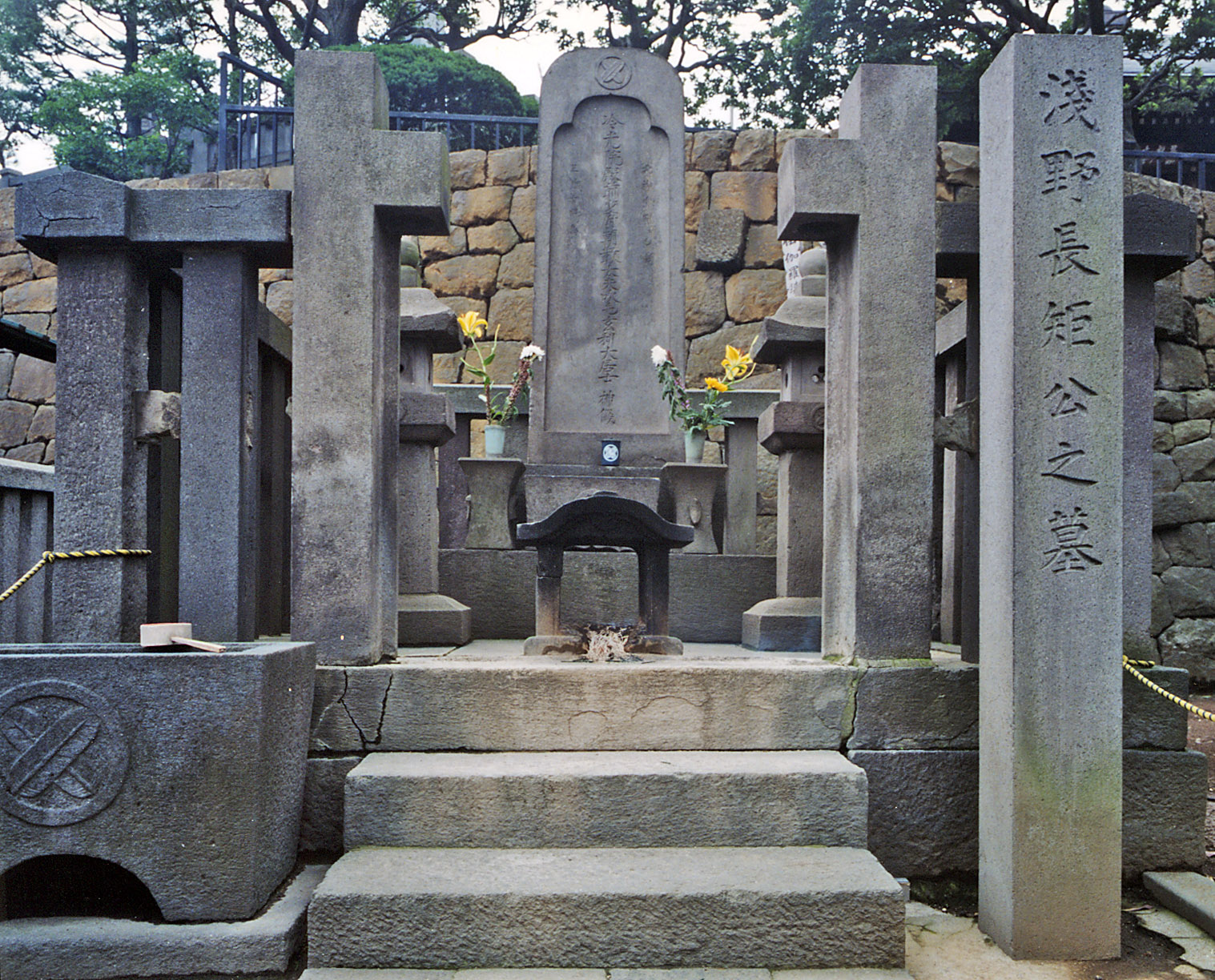
아사노 나가노리 묘
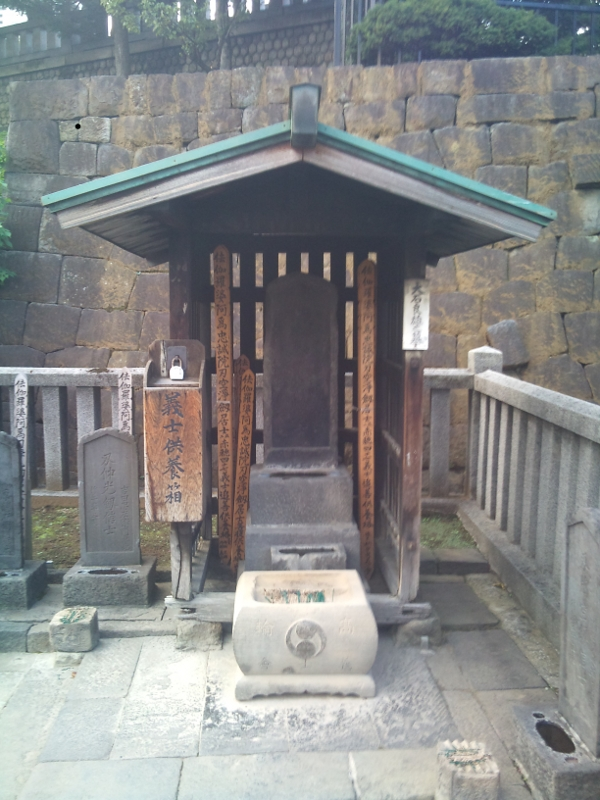
오오이시 요시타카 묘
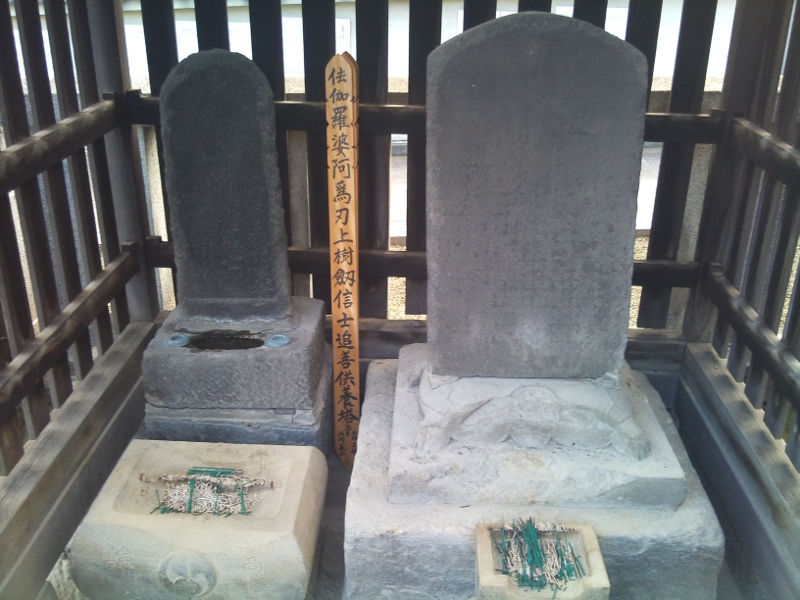
왼쪽 : 오오이시 요시카네의 묘                                               오른쪽 : 의사의 13주기 공양비
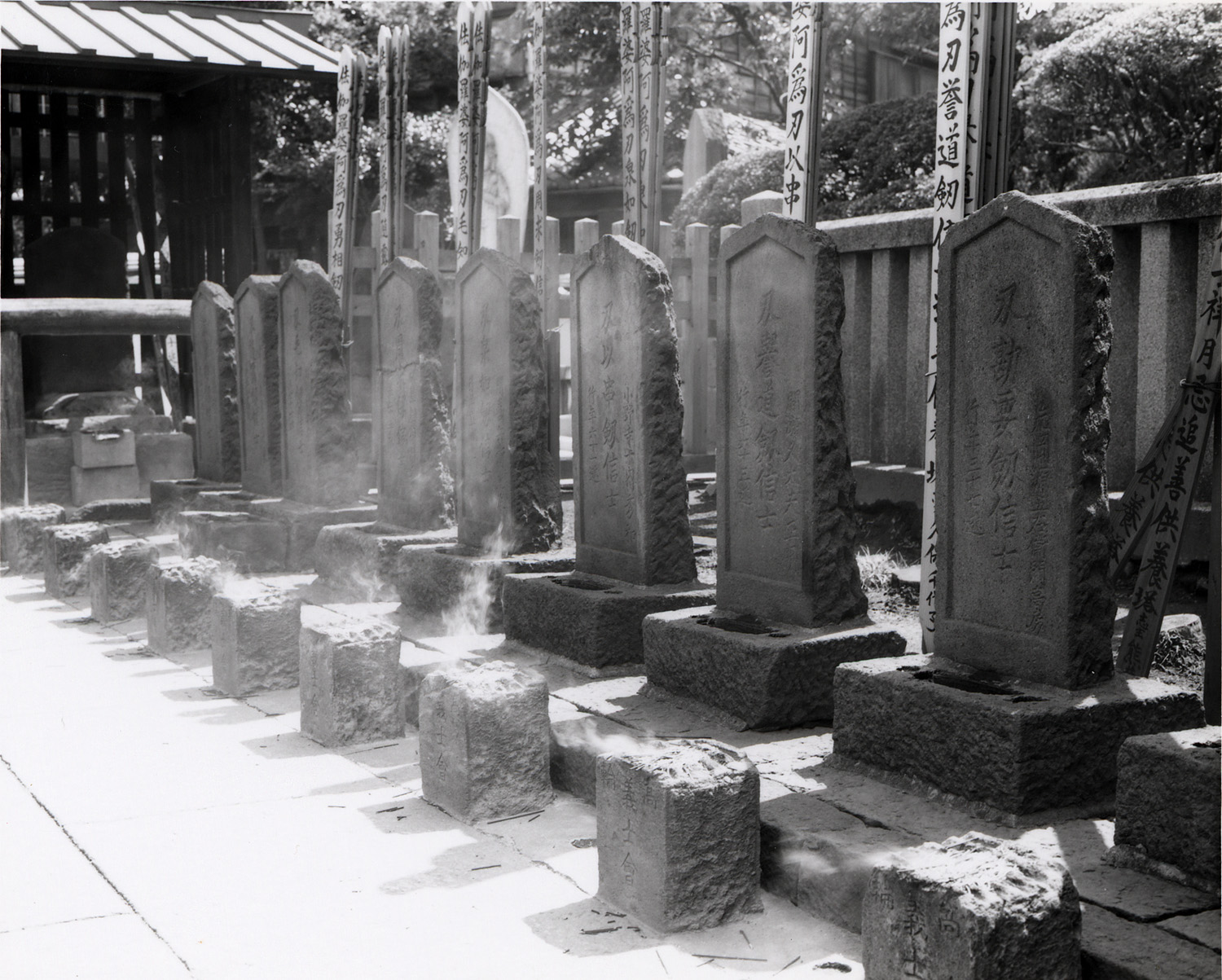
아코 의사 묘

## 센가쿠지에 가는 법
- 도에이 지하철 아사쿠사선・게이큐 본선 센가쿠지역 A2출구에서 도보 1분
- JR야마노테선 게이힌 도호쿠선 타카나와 게이트웨이역에서 도보 6분
- 도에이 버스 「센가쿠지 마에(泉岳寺前)」 하차
  - 반96라인 고탄다역 - 시나가와역 타카나와 출구 - 아자부쥬반역 전 - 롯폰기역 전
  - 반97라인 신주쿠역 - 시나노마치역 남쪽출구 - 시나가와역 타카나와 출구